# 二焦磷酸三铁
二焦磷酸三铁（化学式：Fe3(P2O7)2）是铁的焦磷酸盐中的一种，其中同时含有Fe2+和Fe3+两种价态。此外，铁的焦磷酸盐还有Fe2P2O7、Fe7(P2O7)4、Fe4(P2O7)3等。

## 性质
二焦磷酸三铁有α-和β-两种晶型。其中α型的焦磷酸盐可以选择性地促进异丁酸脱氢反应。